# Comix Zone
Comix Zone es un videojuego de acción estilo arcade, fue desarrollado por Sega Technical Institute y distribuido por Sega. Fue lanzado en 1995 para PC y Mega Drive, también está disponible para Consola Virtual, Game Boy Advance, Xbox 360 Live Arcade, PlayStation 2 y PlayStation 3.

## Argumento
Sketch Turner es un dibujante de historietas que está trabajando en su nuevo proyecto llamado "The Comix Zone", que narra la historia del intento de New World Empire de conquistar la tierra con ayuda de una invasión alienígena. Durante una noche de tormenta, Mortus el villano principal de la historieta de Sketch escapa y hace que Sketch sea absorbido dentro de su propia historieta. En ello se hace amigo de Alissa Cyan, la líder de la resistencia contra los mutantes. En el cómic, Mortus tratará de destruir a Sketch desde el mundo real dibujando los enemigos y tratará de hacerse real en el proceso. Sketch tratará de salir de su propia historieta y derrotar finalmente a Mortus.

## Jugabilidad
El jugador controla a Sketch dentro de la historieta, en un juego beat em up en el cual el jugador avanzará y derrotará a los enemigos. En este mundo Sketch tiene el rol del superhéroe, puede golpear y patear, además de utilizar artículos que lo ayudarán en su trayecto. En los niveles, Sketch tendrá la ayuda de Alissa, quien le indicara que hacer y Roadkill, que lo ayudara a llegar a mover una palanca o descubrir elementos ocultos en los niveles. El juego tiene un total de 3 episodios divididos en 6 niveles. Estos serían:
Episode 1: Night Of The Mutants (Nueva York)
Episode 2: Welcome To The Temple (Himalayas)
Episode 3: Curse Of The Dead Ships (Nueva Zelanda)
Cada nivel consta de 2 páginas en un área distinta, en el cual al final hay que enfrentarse a un jefe como un dragón, un anciano maestro y a Mortus.
El juego tiene varios finales, los cuales varían por las acciones del jugador en el último nivel. Si Sketch logra salvar a Alissa al final y derrota a Mortus antes que esta se ahogue, Sketch y Alissa saldrán de la Comix Zone y volverán al mundo real en donde la historieta tiene un éxito comercial, Alissa se vuelve jefa de seguridad de EE.UU y Roadkill tiene una donación de 100 libras de mozzarella. Para el final malo, deberá derrotar a Mortus pero sin salvar a Alissa y al final Sketch logra salir de la historieta, pero Alissa muere ahogada y Sketch se verá frustrado por la muerte de esta y por la destrucción de su historieta.

## Versiones
El juego había sido portado para Game Boy Advance en Europa en 2002, desarrollado por Infogrames y publicado por SEGA. La versión fue criticada debido a su música que no era igual al juego de Mega Drive y por su pantalla pequeña y esto disminuia de ver los otros marcos, haciendo que el juego pareciera a un plataformero.
El juego también fue incluido como un juego oculto en la versión japonesa de Sonic Mega Collection y un juego desbloqueable en todas las versiones de Sonic Mega Collection Plus que se desbloquea guardando un juego de Sonic Heroes o iniciando todos los juegos de Mega Drive por lo menos 50 veces. El juego también se encuentra en SEGA Genesis Collection para PlayStation 2 y PlayStation Portable.
A finales de enero de 2007, el juego fue lanzado para la consola virtual de Wii.
También aparece en Sonic's Ultimate Genesis Collection para Xbox 360 y PlayStation 3.

## Recepción
El juego fue ampliamente criticado por haber sido lanzado tarde, debido a que la Mega Drive ya estaba en las últimas y también se criticó por ser duro y corto, pero fue recibido positivamente y elogiado por su excelente juego, gráficos y banda sonora, convirtiéndose en un éxito por su jugabilidad y desde entonces se ha lanzado varias versiones y se incluyó en algunas colecciones.
En el lanzamiento, Famicom Tsūshin calificó la versión Mega Drive del juego con un 30 de 40. GamePro consideró las imágenes del juego como una recreación exitosa de la apariencia de un cómic, pero dijo que el juego se agria rápidamente una vez que el jugador se encuentra con el combate repetitivo y los acertijos demasiado simplistas. También encontraron problemas con los controles: "Sketch no se puede mover rápidamente por el panel, y presionar los botones produce resultados impredecibles". Concluyeron: "Realmente quieres amar a Comix Zone por sus elementos originales, pero después de algunos paneles, la luna de miel terminó". Los cuatro revisores de Electronic Gaming Monthly reconocieron los problemas con los controles, pero también remarcaron que los gráficos son excepcionalmente coloridos para un juego de Genesis, y argumentaron que la originalidad de su apariencia de cómic lo convierte en un imprescindible a pesar de sus defectos.
Next Generation revisó la versión Mega Drive/Genesis del juego, calificándola con tres estrellas de cinco, y declaró que "Una idea genial para un juego que no se ejecutó correctamente, Comix Zone es mejor que la mayoría".